# Flow into space
『flow into space』（フロー・イントゥ・スペース）は、今井美樹7枚目のオリジナル・アルバム。1992年12月23日発売。発売元はフォーライフ・レコード（現・フォーライフミュージックエンタテイメント）。

## 概要
帯コピー：すべてが美しい。すべてが新しい。
1986年の歌手デビューから音楽プロデュースを手掛けてきた佐藤準に代わり、シングル「野性の風」の編曲を手がけた久石譲をプロデューサーに迎え、″全く新しい今井美樹″ を探すべく、録音は東京とロンドンで行われた。久石は大半の編曲を担当し、更に2曲の楽曲を提供している。今井の作品には初参加となる布袋寅泰が2曲の作曲とギター演奏で参加したほか、これまで多くの作曲を担当してきた柿原朱美は初めてコーラスでも参加している。
先行シングル「Blue Moon Blue」とカップリング曲「かげろう」はリミックスバージョンで収録された。

### チャート成績
本作でオリコン・アルバムチャート3作目の1位を獲得した。

## 収録曲

### CD
| #         | タイトル                      | 作詞      | 作曲      | 編曲      | 時間  |
| --------- | ----------------------------- | --------- | --------- | --------- | ----- |
| 1.        | 「Blue Moon Blue」(Re-mix)    | 岩里祐穂  | 上田知華  | 久石譲    | 4:31  |
| 2.        | 「amour au chocolat」         | 今井美樹  | 布袋寅泰  | 久石譲    | 5:25  |
| 3.        | 「素敵なうわさ」              | 岩里祐穂  | 柿原朱美  | 浦田恵司  | 5:13  |
| 4.        | 「The Days I Spent With You」 | 岩里祐穂  | 布袋寅泰  | 久石譲    | 5:47  |
| 5.        | 「かげろう」(Re-mix)          | 今井美樹  | MAYUMI    | 久石譲    | 5:48  |
| 6.        | 「永遠が終わるとき」          | 川村真澄  | 久石譲    | 久石譲    | 5:26  |
| 7.        | 「雪の週末」                  | 岩里祐穂  | 柿原朱美  | 久石譲    | 5:04  |
| 8.        | 「flow into space」           | 今井美樹  | 上田知華  | 浦田恵司  | 3:52  |
| 9.        | 「遠い街から」                | 今井美樹  | 久石譲    | 久石譲    | 5:24  |
| 合計時間: | 合計時間:                     | 合計時間: | 合計時間: | 合計時間: | 46:52 |

### 曲解説
1. Blue Moon Blue（Re-mix）
  - 8枚目のシングルのリミックスバージョン。
2. amour au chocolat
  - 本曲のリミックスが9枚目のシングル「Bluebird」のカップリング曲として収録された。
3. 素敵なうわさ
4. The Days I Spent With You
  - 布袋が今井の楽曲に関わった最初の曲。後に布袋がギタリストとして参加したコンサートにて今井より「私達（の楽曲制作）は、この曲から始まりました」と紹介された。
5. かげろう（Re-mix）
  - シングル「Blue Moon Blue」のカップリング曲のリミックスバージョン。
6. 永遠が終わるとき
7. 雪の週末
8. flow into space
  - アルバムタイトル曲。
9. 遠い街から
  - 久石のコンサートでも自ら演奏することが多い名バラード。セルフカバーアルバム『I Love a Piano』には、川江美奈子が演奏した新録音を収録。

## 参加ミュージシャン
- All Acoustic Piano：久石譲
- Drums：JIMMY COPLEY、山木秀夫
- Bass：JAZ LOCHRIE、高水健司、美久月千晴
- E.Guitar：布袋寅泰、鈴木賢司、大村憲司、今剛
- A.Guitar：吉川忠英、大村憲司、宮野弘紀、梶原順
- Keyboards：斎藤有太、松浦晃久
- L.Percussion：浜口茂外也
- Synthesizer Operate：大山曜、富永邦彦、小笠原学
- Strings Conductor：NICK INGMAN
- Concert Master：GAVYN WRIGHT STRINGS
- Backing Vocal：柿原朱美、TAZ NYZGOWSKI、JACKIE QUINN、今井美樹